# Cragia
Cragia är ett släkte av fjärilar. Cragia ingår i familjen björnspinnare.
Kladogram enligt Catalogue of Life:
| Cragia | \| \| Cragia adiastola \| \| \| \| \| \| Cragia distigmata \| \| \| \| |
|        | \| \| Cragia adiastola \| \| \| \| \| \| Cragia distigmata \| \| \| \| |
|        | Cragia adiastola                                                       |
|        |                                                                        |
|        | Cragia distigmata                                                      |
|        |                                                                        |